# Abdul Malik Anwar
Abdul Malik Anwar es un político tayiko, quien sirvió como el primer ministro de Desarrollo Rural de Afganistán.  

## Biografía
Nació y se crio en Tayikistán, entonces parte de la Unión Soviética, para después emigrar a Afganistán durante el régimen comunista. Una vez allí, se unió a los muyahidines que combatían al Gobierno socialista. También combatió el Gobierno del Emirato Islámico de Afganistán.  
Miembro del Frente Islámico Unido, como tal, fue una de las personas que accedió al Gabinete de Ministros por la Conferencia de Bonn, en diciembre de 2001. Mediante tal acuerdo, Anwar fue nombrado como el primer ministro de la cartera de Desarrollo Rural (Posteriormente, Rehabilitación y Desarrollo Rural), cargo que ocupó desde diciembre de 2001 hasta la Loya Jirga de 2002, donde Hamid Karzai nombró un nuevo gabinete.
Como ministro, Anwar acompañó a Karzai ya varios otros ministros en febrero de 2002 en un viaje a Irán donde emitieron cinco memorandos de entendimiento, incluido un acuerdo sobre desarrollo rural.